# Lushoto (huyện)
Lushoto là một huyện thuộc vùng Tanga, Tanzania. Thủ phủ của huyện Lushoto đóng tại Lushoto. Huyện Lushoto có diện tích 3500 ki lô mét vuông. Đến thời điểm điều tra dân số ngày 25 tháng 8 năm 2002, huyện Lushoto có dân số 418652 người.